# Władysław Skoczylas

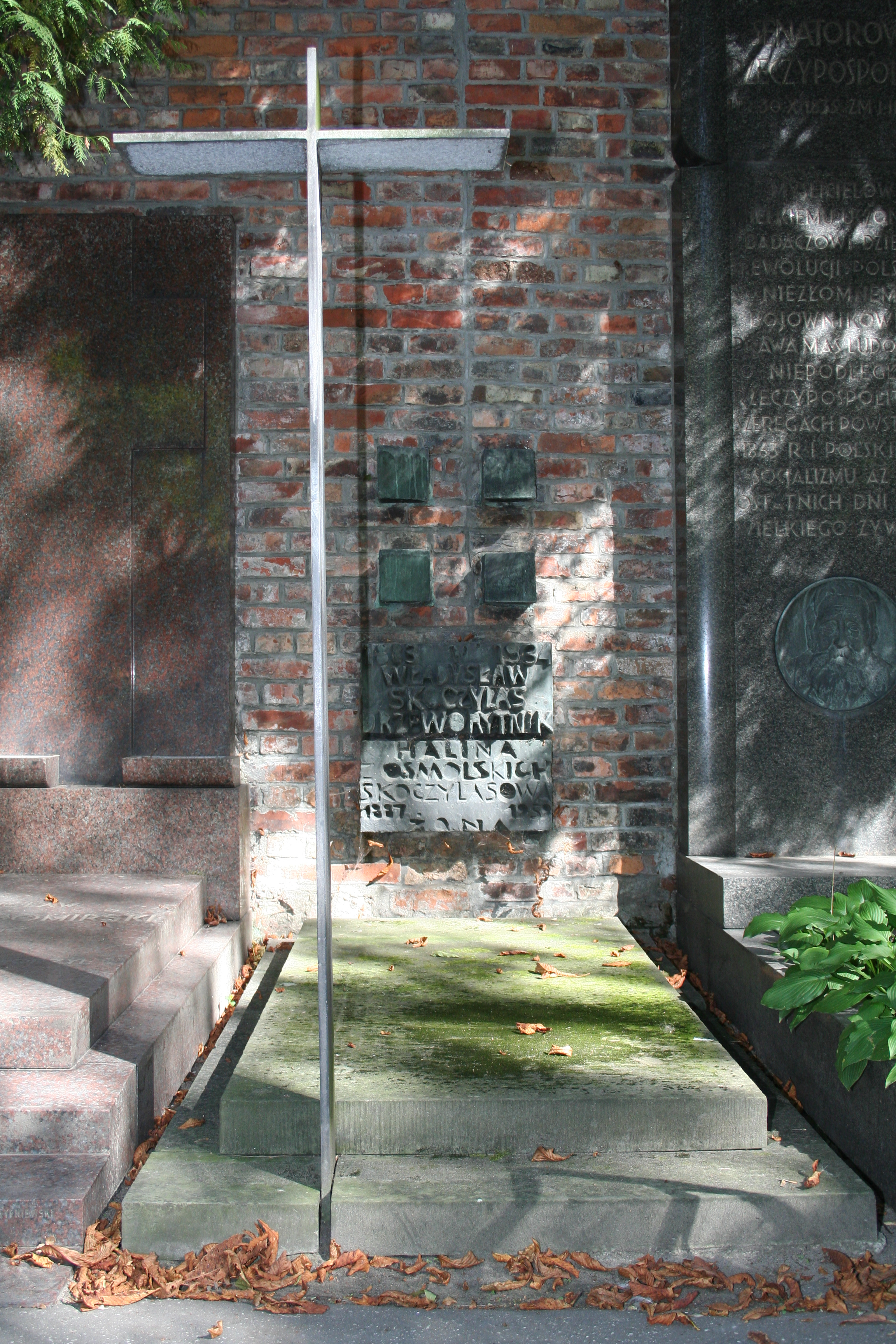
Grób Skoczylasa na cmentarzu Powązkowskim w Warszawie

Władysław Skoczylas (ur. 4 kwietnia 1883 w Wieliczce, zm. 8 kwietnia 1934 w Warszawie) – polski malarz, grafik, rzeźbiarz i pedagog; uważany za twórcę polskiej szkoły drzeworytu.

## Życiorys
Urodził się w rodzinie związanej z kopalnią soli w Wieliczce. Ukończył gimnazjum w Bochni. W krakowskiej Akademii Sztuk Pięknych studiował malarstwo u Teodora Axentowicza i Leona Wyczółkowskiego oraz rzeźbę w pracowni Konstantego Laszczki. W latach 1910–1913 uczył się w Paryżu rzeźby (u Antoine’a Bourdelle’a) i grafiki oraz drzeworytu w Hochschule für Grafik und Buchkunst Leipzig (1913). W 1908 objął posadę nauczyciela rysunków w Zakopiańskiej Szkole Przemysłu Drzewnego. W 1922 objął katedrę grafiki w warszawskiej Szkole Sztuk Pięknych, w latach 1929–1930 był jej dyrektorem.
W 1914 otrzymał nagrodę w dziale drzeworytu na II Konkursie im. Henryka Grohmana. W 1918 został docentem grafiki i rysunku na Wydziale Architektury Politechniki Warszawskiej. W 1928, na olimpijskim konkursie sztuki i literatury w Amsterdamie, uzyskał brązowy medal za cykl akwarel: Łucznik II (stojący), Łucznik II (klęczący), Jeleń świętego Huberta i Diana. Współzałożyciel ugrupowań:  Stowarzyszenie Artystów Polskich „Rytm” (1922),  Stowarzyszenie Polskich Artystów Grafików „Ryt” (1925) oraz Instytut Propagandy Sztuki. W okresie międzywojennym jego prace publikowała między innymi wydawana w Poznaniu „Tęcza”.
Charakterystycznym elementem jego stylu jest tzw. „grzebyk” Skoczylasa – zazębianie się czarnego z białym – który rytmizuje kompozycje. Jeden z największych zbiorów prac tego artysty znajduje się w Muzeum Żup Krakowskich w Wieliczce. Zgromadzono tam ponad 400 drzeworytów, akwarel, rysunków i dokumentów związanych z osobą twórcy.
Władysław Skoczylas został pochowany na cmentarzu Powązkowskim (aleja zasłużonych-1-15); autorami nagrobka są Oskar Hansen oraz Elżbieta i Emil Cieślarowie.

## Odznaczenia
- Krzyż Komandorski Orderu Odrodzenia Polski (pośmiertnie, 10 kwietnia 1934)[6]
- Krzyż Oficerski Orderu Odrodzenia Polski (27 listopada 1929)[7]

## Wybrane dzieła
- Profil górala, 1911, suchoryt – I nagroda na 1. Konkursie Graficznym im. Henryka Grohmana w Zakopanem
- Kościół dominikanów we Lwowie, 1912, akwaforta
- Dworzyszcze, 1916
- Pochód zbójników, 1916, drzeworyt
- Teka zbójnicka, 1920, zbiór drzeworytów
  - Głowa starego górala
  - Pochód zbójników, 1916
  - Janosik, 14 × 22 cm
- Teka podhalańska, 1921, zbiór drzeworytów
  - Walka ze smokiem
  - Zaloty, 18,5 × 26,5 cm
  - Sztuka
  - Owocobranie, 1925, akwarela

## Wybrane prace

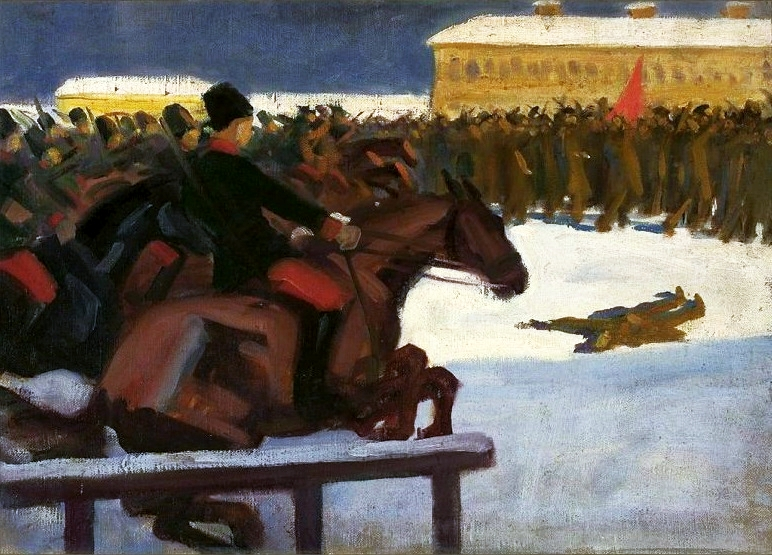
Demonstracja uliczna, 1905, Muzeum Narodowe w Warszawie
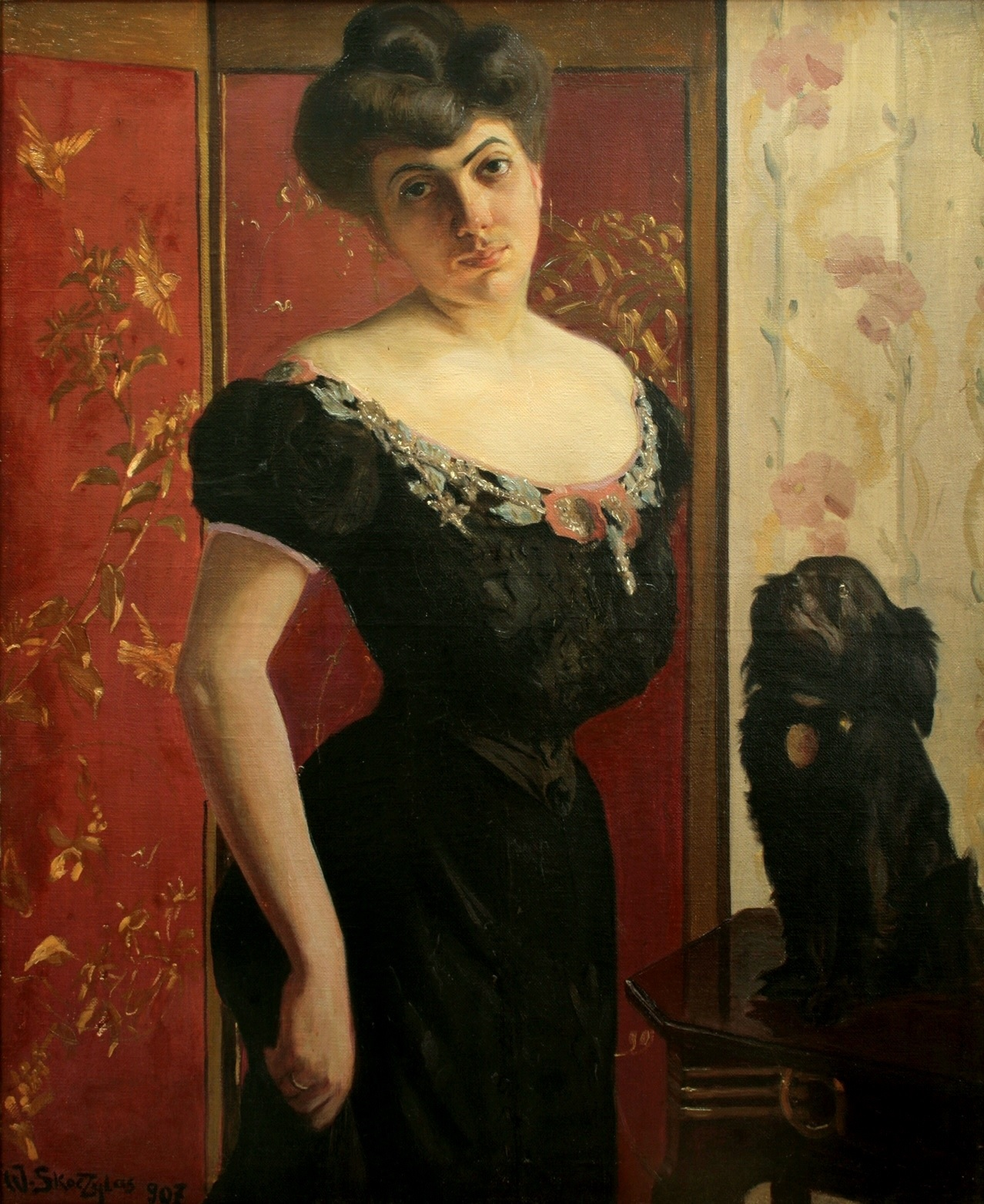
Portret kobiety, 1907, Muzeum Śląska Opolskiego w Opolu
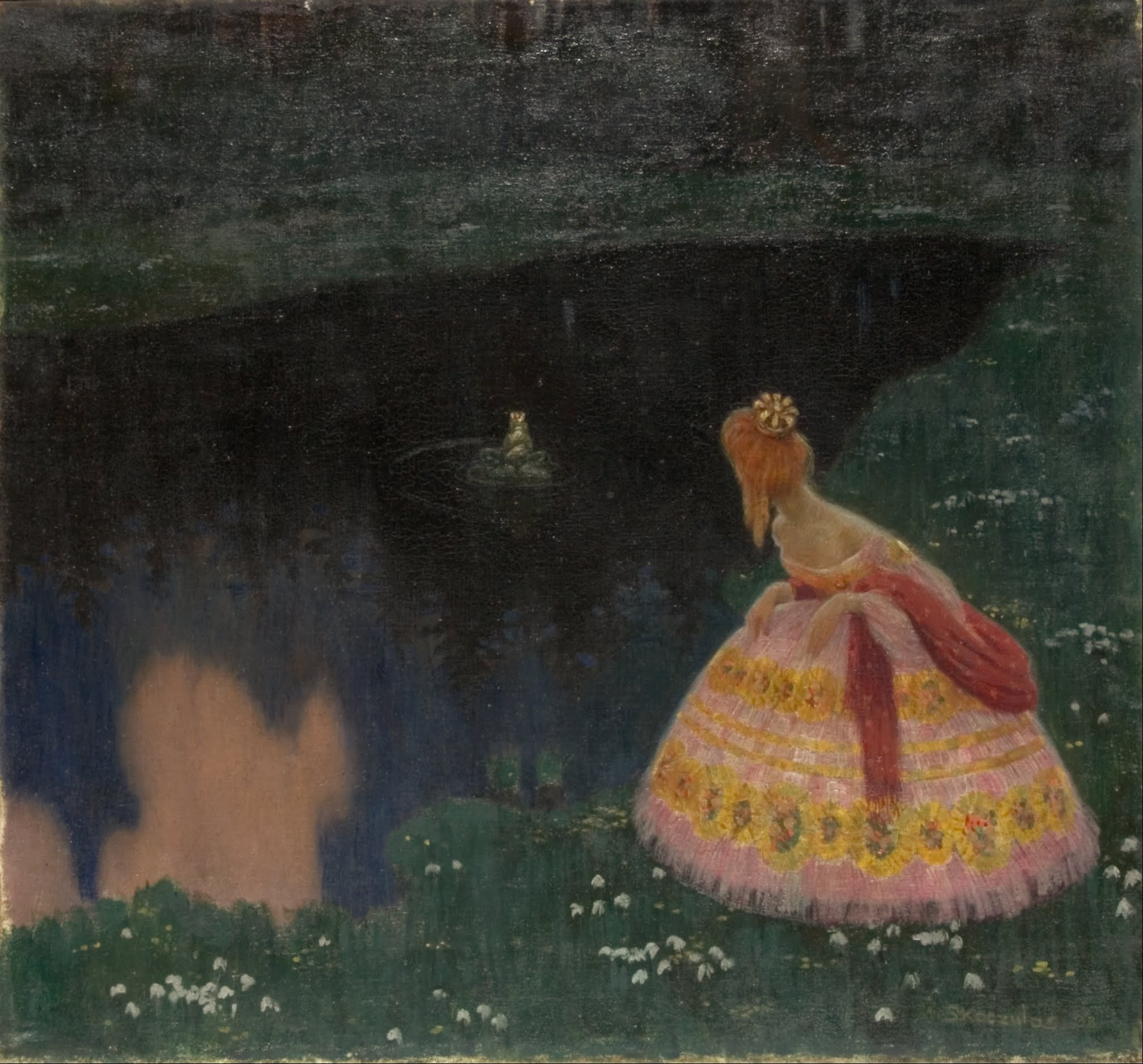
Królewna z żabką, 1908, Muzeum Sztuki w Łodzi
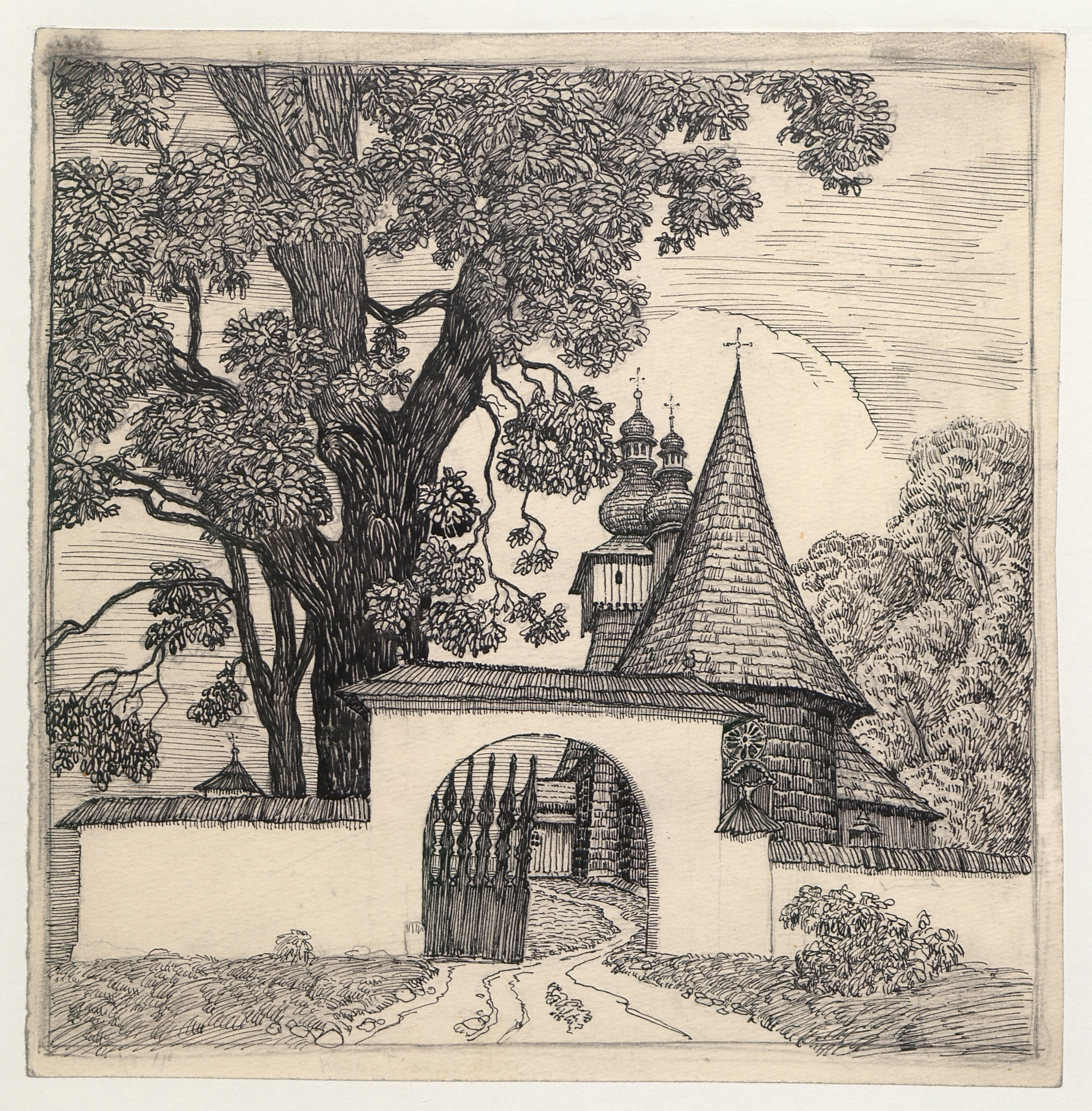
Kościół w Rabce, ok. 1913
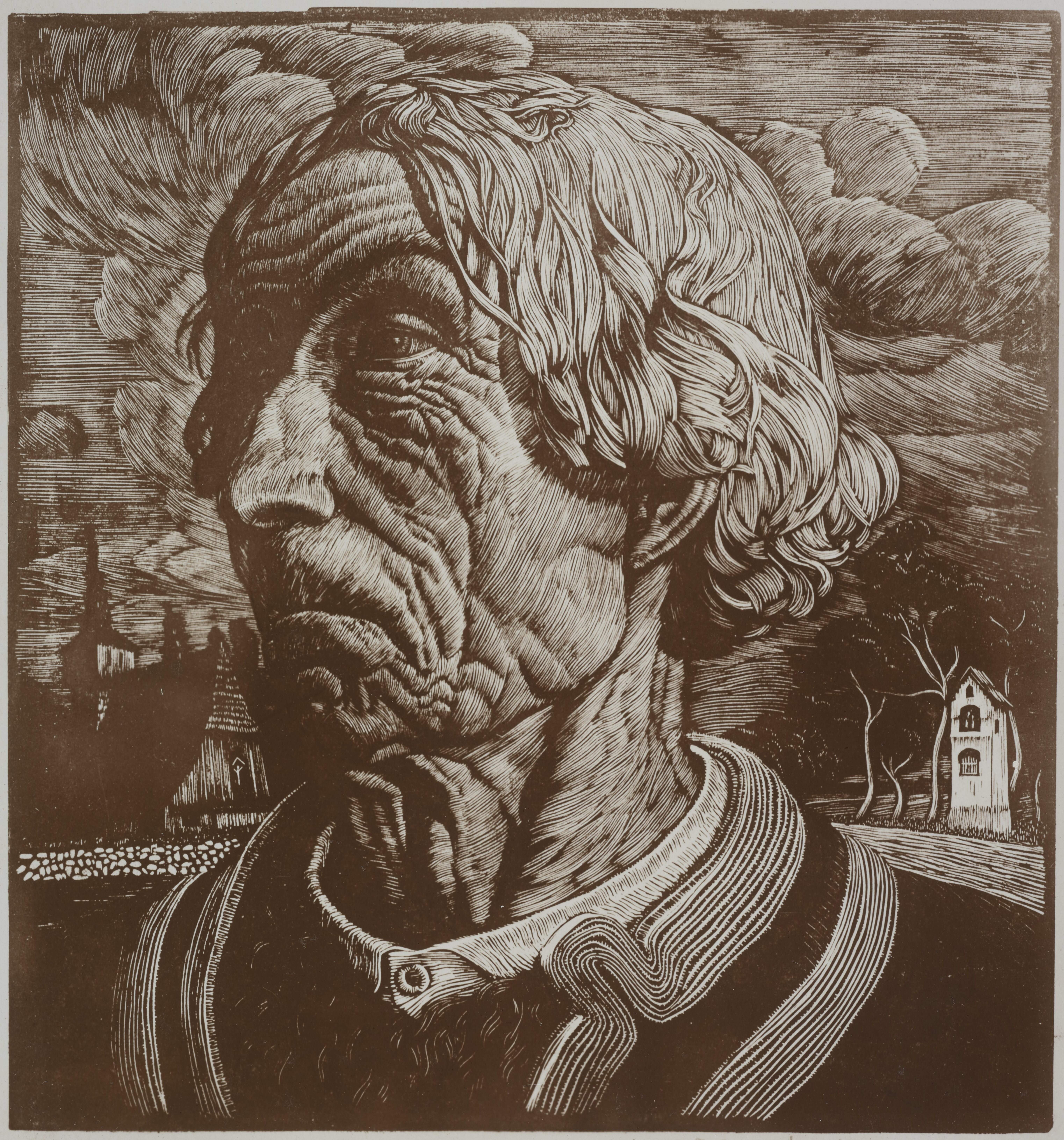
Głowa starego górala
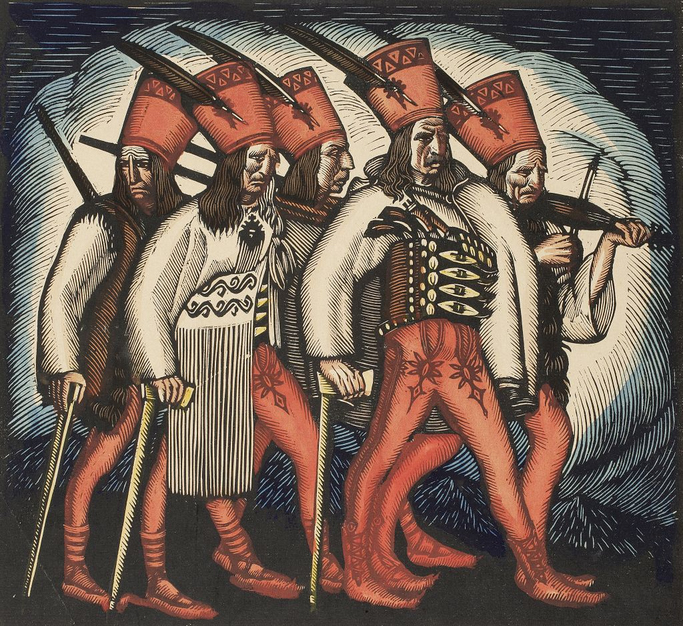
Pochód zbójników, 1916
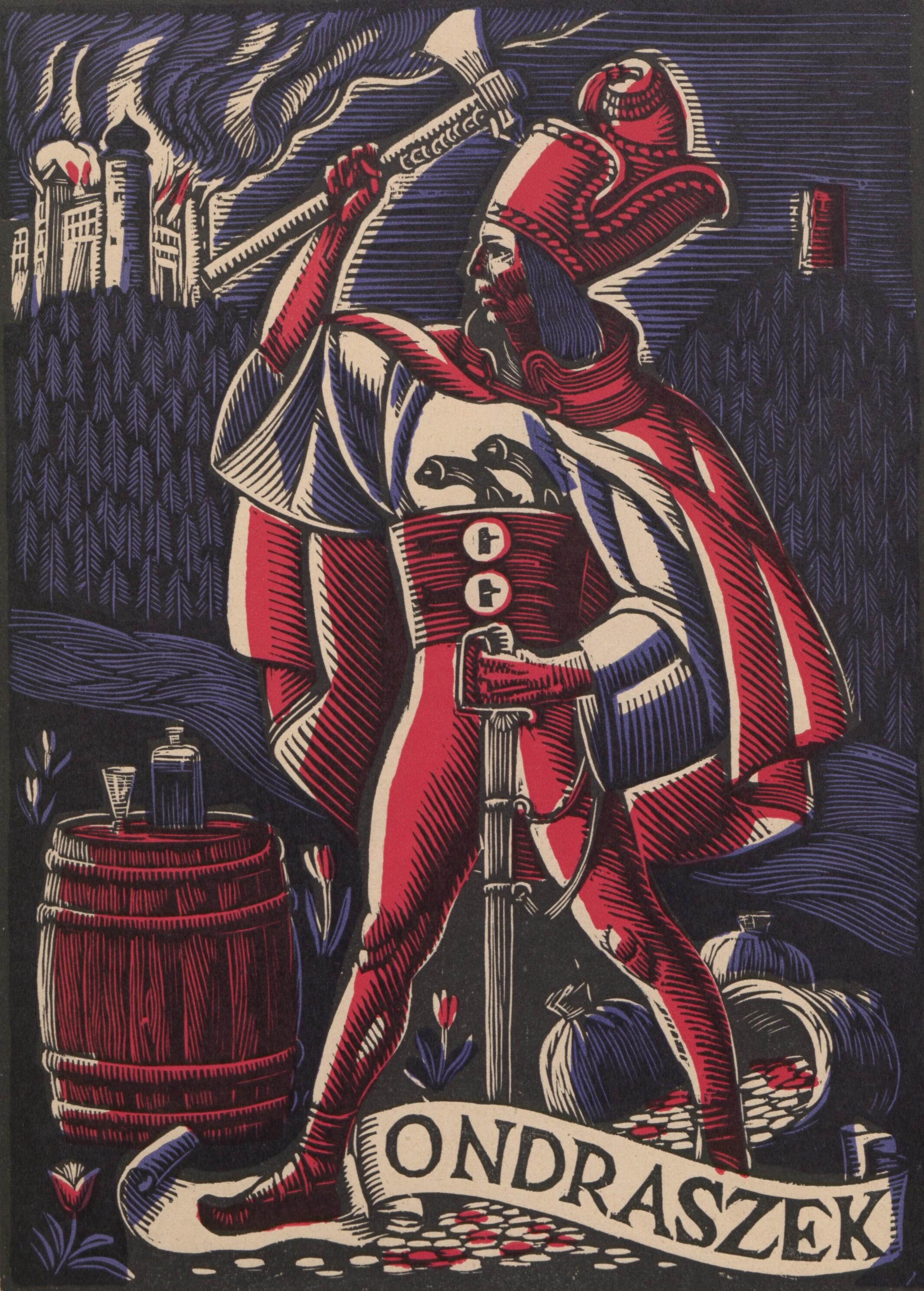
Ondraszek, 1926

## Upamiętnienie

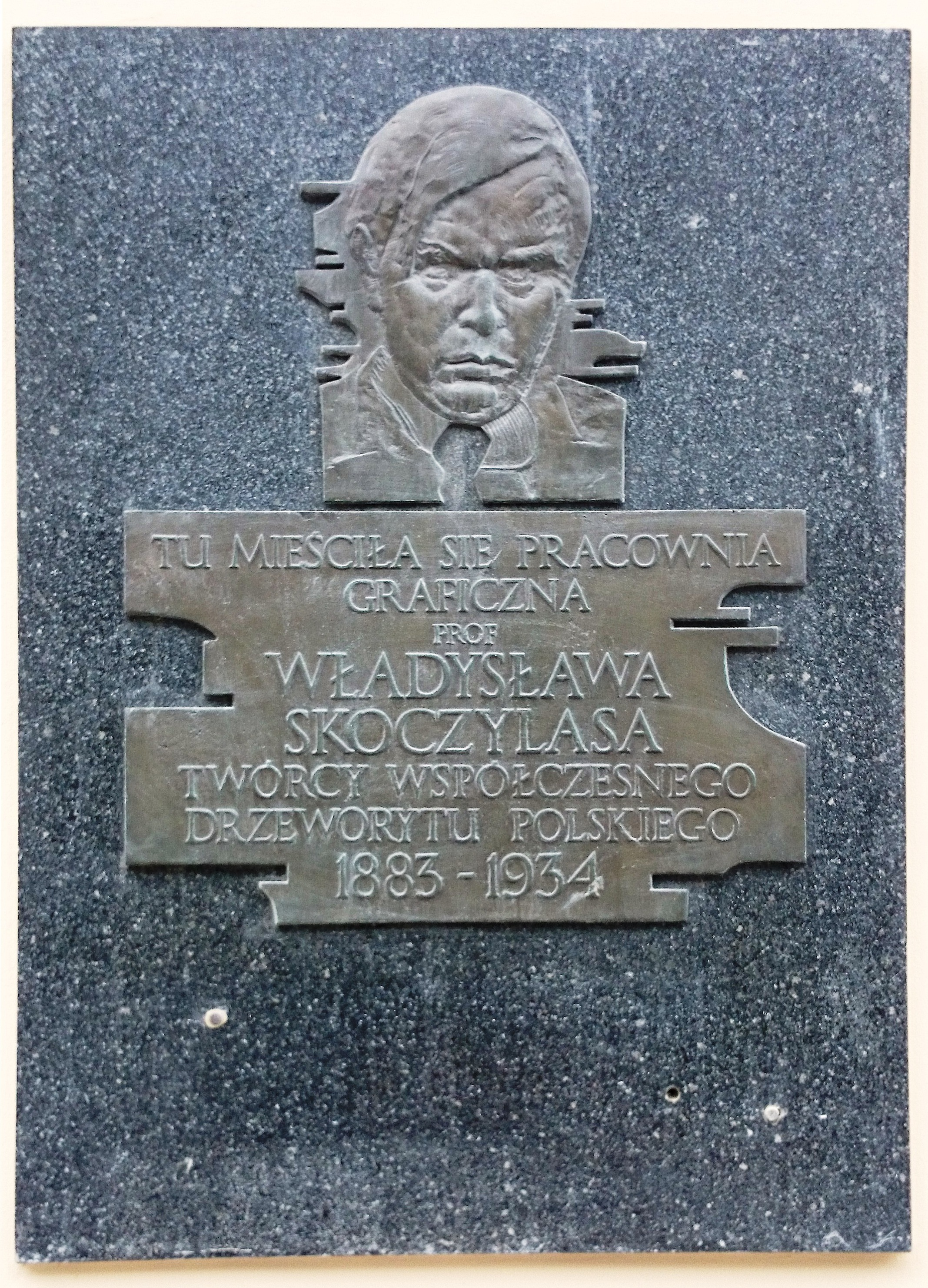
Tablica upamiętniająca Władysława Skoczylasa na elewacji budynku Wydziału Rzeźby ASP przy ul. Wybrzeże Kościuszkowskie 37 w Warszawie

Władysław Skoczylas jest patronem ulic w Bochni, Krakowie, Częstochowie, Wrocławiu oraz od 1957 w Warszawie. Na frontowej ścianie budynku przy ul. Wybrzeże Kościuszkowskie 37, gdzie artysta miał swoją pracownię, umieszczona jest pamiątkowa tablica.